# Spodnja Pristava
Spodnja Pristava je naselje u slovenskoj Općini Slovenskim Konjicama. Spodnja Pristava se nalazi u pokrajini Štajerskoj i statističkoj regiji Savinjskoj. 

## Stanovništvo
Prema popisu stanovništva iz 2002. godine naselje je imalo 32 stanovnika.